# Saint-Nicolas-de-Bourgueil
 Saint-Nicolas-de-Bourgueil  ist eine französische Gemeinde mit 1118 Einwohnern (Stand 1. Januar 2022) im Département Indre-et-Loire in der Region Centre-Val de Loire. Die Gemeinde wird vom Fluss Authion durchquert. Sie gehört zum Kanton Langeais im Arrondissement Chinon.
Seine Bewohner werden Saint-nicolaisiens bzw. Saint-nicolaisiennes genannt.
Das Gemeindegebiet ist Bestandteil des Regionalen Naturparks Loire-Anjou-Touraine.

## Bevölkerungsentwicklung
| Jahr                       | 1962 | 1968 | 1975 | 1982 | 1990 | 1999 | 2011 | 2017 |
| Einwohner                  | 1319 | 1273 | 1173 | 1116 | 1176 | 1194 | 1159 | 1109 |
| Quellen: Cassini und INSEE |      |      |      |      |      |      |      |      |

## Sehenswürdigkeiten
- Kirche Saint-Nicolas. Am 20. Juni 2021 ließ ein Tornado die steinerne Spitze des Kirchturms herabstürzen.[1]

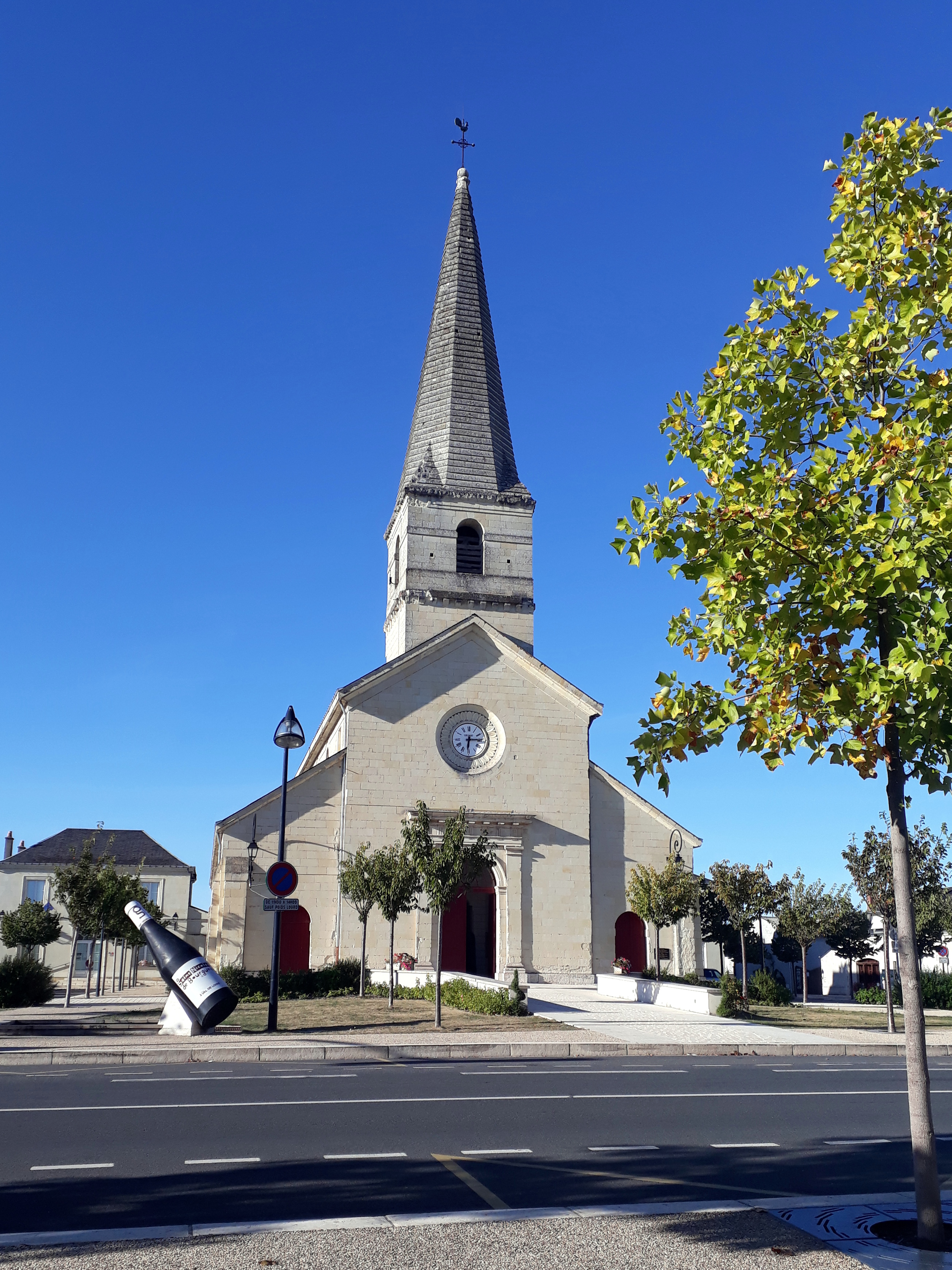
Kirche Saint-Nicolas
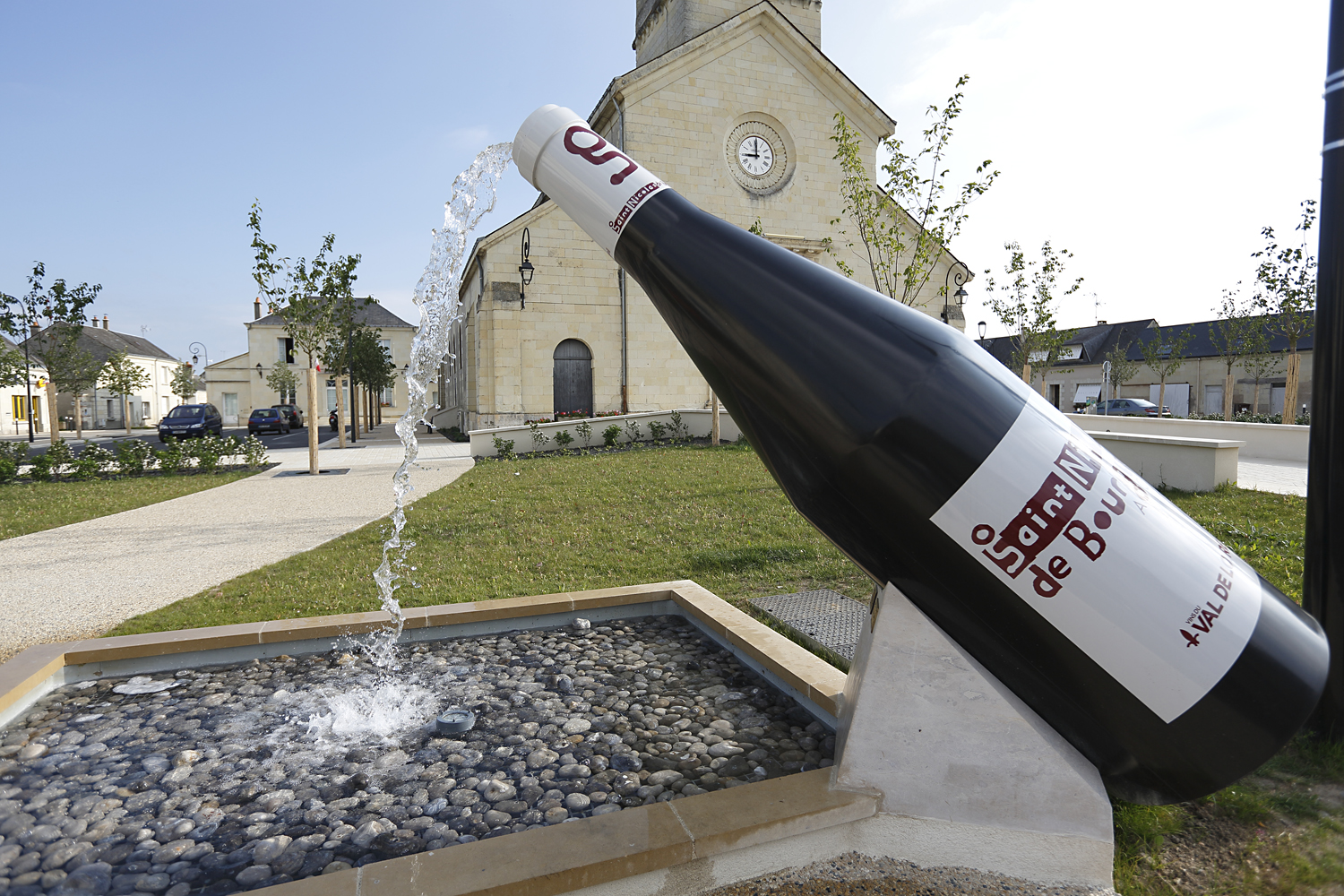
Weinflaschen-Brunnen
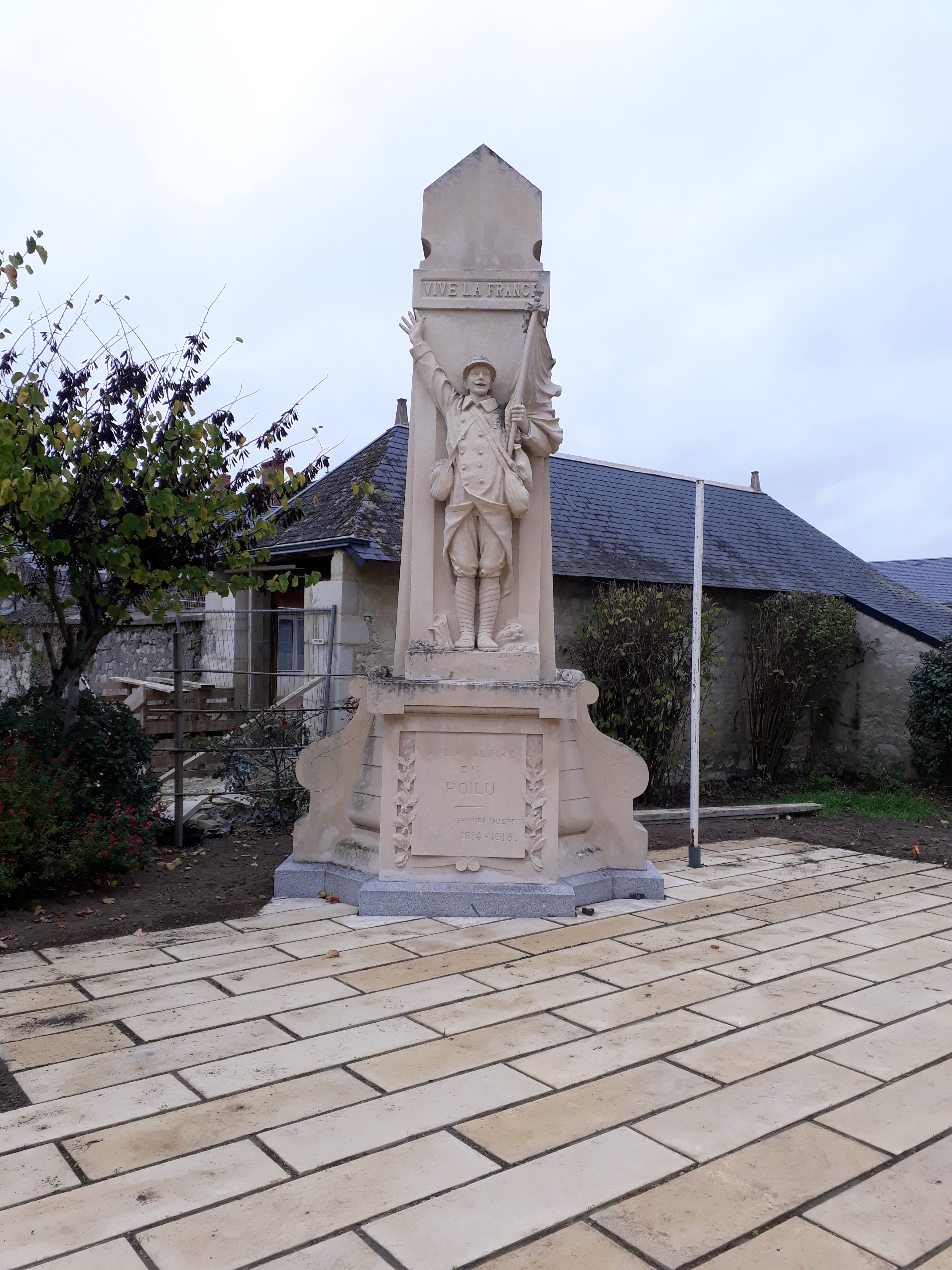
Gefallenendenkmal

## Weinbau in Saint-Nicolas-de-Bourgueil
Die Gemeinde gibt dem gleichnamigen Weinbaugebiet mit dem Status einer AOC (seit dem 31. Juli 1937) seinen Namen. Auf einer Rebfläche von 943 Hektar, die sich auf die verschiedenen Gemarkungen von Saint-Nicolas-de-Bourgueil verteilt, wird im westlichen Teil der Region Touraine, einem Teilbereich des Weinbaugebiets Loire fast ausschließlich Rotwein der Rebsorte Cabernet Franc angebaut. Zu maximal 10 % ist auch der Einsatz der Sorte Cabernet Sauvignon zugelassen. Der maximal zulässige Ertrag liegt bei 55 hl/ha; ein Betrag, der jahrgangsabhängig auf bis zu 67 hl/ha korrigiert werden kann.
Die Weine verfügen über etwas kräftigere Tannine als die Weine von Chinon, die ca. zehn Kilometer entfernt auf der anderen Seite der Loire wachsen. Sie sind jedoch etwas leichter als die im benachbarten Bereich wachsenden Weine von Bourgueil.
Wenn die Weine auf Hanglagen mit Tuffgestein wachsen, können die Weine in sehr guten Jahren (1976, 1989, 1990) sehr langlebig sein. Reben, die auf einem Sand- und Kiesboden wachsen, ergeben fruchtige, mittelschwere Weine.
Im Jahr 2002 wurden 59.200 hl Rotwein sowie einige hundert Hektoliter Roséwein ausgebaut. Weißweine fallen nicht unter die Bestimmungen der AOC.